# 旅するユーロ
『旅するユーロ』（たびするユーロ）とは、NHK Eテレで2016年10月3日から2023年9月まで放送されていたNHKの語学番組シリーズであり、また、その開始を周知するための事前番組の名称でもあった。2019年10月からアラビア語講座を本シリーズに編入したことに伴い、シリーズ名も『旅するゴガク』に改名された。
本稿では、新型コロナウイルス感染症の流行の影響を鑑み、本シリーズ相当枠にて2020年10月から2023年9月まで放送されていた『旅するためのゴガク』（たびするためのゴガク）についても記載する。

## 概要
NHKは2010年度の番組改定で、ロシアを除くヨーロッパ大陸国の言語（ドイツ・フランス・スペイン・イタリア）について“EURO24”（ゆーろにじゅうよん）という統一テーマを設け、コンセプト・演出・扱うフレーズを統一。全ての物が雄か雌か中性かに分かれるという特徴がある大陸言語を分かり易く学ぶ方向性を持たせた。しかし学習スタイルはそれまでと同様に、“ナビゲーター”と称した生徒役が日本国内（=スタジオの中）で学ぶというものであった。
このため2016年度の番組改定では上半期からの新作の放送を取り止め、新たなスタイルを局内で検討し準備を進めた。その結果、生徒役が日本国内ではなく実際にその国へ足を運び旅をしながら学ぶ、というスタイルを採用した。『とっさのハングル』や『とっさの中国語』といった5分程度のミニ番組ではこうしたスタイルが採られたことがあったが、レギュラー格の番組でこのようなスタイルが採られるのは初めてである。以降、下半期（10月 - 翌年3月）に本放送、翌年上半期（4月 - 9月）に同じシリーズのリピート放送という形で定着する。
解説役としての講師やネイティブゲストは当然存在するものの、基本的に画面には登場せず旅の動画を見ながらフレーズなどを解説する方向である。実際にはネイティブゲストは相棒的な役割で同行する一方、講師は監修としてクレジットされるのみのシリーズや、幕間や復習回にキャラクター（年度・番組によっては顔出し）として登場するなどの形が採られるシリーズが混在している。
番組中では「ヨーロッパの旅好きが集まる『バル（Bar）』と呼ばれる店に、ヨーロッパ各地を旅していた旅人が来店し、各位が旅先でのエピソードを語る」という設定である。番組中の「バル」の店主はNHKアナウンサーの黒崎めぐみで、番組進行ナレーションも黒崎が担当。
2020年10月（アラビア語のみ2021年1月）からの新シリーズは、欧州も含めた世界各地で新型コロナウイルス感染症の流行に見舞われ、現地ロケ形式での番組制作が困難な状況にあることを受け、『旅するためのゴガク』と銘打ち、“EURO24”時代以来4年半ぶりに生徒役が日本国内で学ぶ形式に戻しつつも、「いつか旅する日のために」をテーマとして、旅行先で役立つ言語の習得を目指すというコンセプトで番組を制作している。また、講師が直接画面に出演するなど、“EURO24”時代までの番組演出に回帰している。その後も情勢の改善が進んでいないことから、2021年10月からの新シリーズも同様の措置が採られることになった。
2023年9月を以って『旅するためのゴガク』としても終了。10月からは『しあわせ気分のゴガク』へと一新される。

## シリーズを構成する番組
- 旅するドイツ語（2020年10月期以降『旅するためのドイツ語』）
- 旅するイタリア語（2020年10月期以降『旅するためのイタリア語』）
- 旅するフランス語（2020年10月期以降『旅するためのフランス語』）
- 旅するスペイン語（2020年10月期以降『旅するためのスペイン語』）
- アラビーヤ・シャベリーヤ!（2022年3月終了）

## 旅するユーロ 見たい!食べたい!話したい!
『旅するユーロ 見たい!食べたい!話したい!』（たびするゆーろ みたい!たべたい!はなしたい!）とは、前述のレギュラー番組としては新しいスタイルを周知するため、NHK Eテレで2016年9月に放送されたパイロット版の番組（特別番組）である。
各番組のダイジェスト映像とともに、新しいスタイルを紹介する内容となっていた。
放送日時
- 9月14日　23:00 - 23:25
- 9月25日　01:15 - 01:40（東北関東甲信越以外）

## 旅人
“EURO24”におけるナビゲーターの立ち位置である。
「旅するためのゴガク」になってからは前述のように日本国内で学ぶ形式のため、「旅人」ではなく「生徒」としての役回りとなるが、便宜上纏めて記載する。

### 第1シリーズ（2016年10月 - 2017年3月、2017年4月 - 9月）
- 別所哲也（ドイツ語）
- 東儀秀樹（イタリア語）
- 常盤貴子（フランス語）
- 平岳大（スペイン語）

### 第2シリーズ（2017年10月 - 2018年3月、2018年4月 - 9月）
- 前川泰之（ドイツ語）
- 古澤巌（イタリア語）
- 常盤貴子（フランス語）
- 茂山逸平（スペイン語）

ドイツ語・イタリア語・スペイン語を担当する旅人は1年で降板したが、フランス語を担当する旅人（常盤貴子）のみ続投となった。

### 第3シリーズ（2018年10月 - 2019年3月、2019年4月 - 9月）
- 前川泰之（ドイツ語）
- 田辺誠一（イタリア語）
- 黒木華（フランス語）
- 竹財輝之助（スペイン語）

ドイツ語を担当する旅人（前川泰之）のみ続投となった。

### 第4シリーズ（2019年10月 - 2020年3月、2020年4月 - 9月）
- 佐藤めぐみ（ドイツ語）[1]
- 小関裕太（イタリア語）[1]
- 柄本弾（フランス語）[1]
- シシド・カフカ（スペイン語）[1]
- 金子貴俊（アラビア語）[1]

前述のように、放送期間中に欧州も含めた世界各地で新型コロナウイルス感染症の流行に見舞われたため、以降の放送にあたっては収録時期がクレジットされるようになった。

なお、アラビア語のみ2019年12月までの3ヶ月で完結し、以降はこの3ヶ月分を2020年12月までリピート放送。

### 旅するためのゴガク 第1シリーズ（2020年10月 - 2021年3月、2021年4月 - 9月）
- JOY（ドイツ語）[2]
- 渡辺早織（イタリア語）[2]
- 須藤温子（フランス語）[2]
- 伊原六花（スペイン語）[2]
- サヘル・ローズ（アラビア語）

アラビア語については他番組より遅く開始し2020年1月から3ヶ月間の放送とした。その後、2022年3月に終了するまで金子・サヘルが出演した2シリーズを交互に再放送していた。

### 旅するためのゴガク 第2シリーズ（2021年10月 - 2022年3月、2022年4月 - 9月）
- 鎮西寿々歌（ドイツ語）
- 渡辺早織（イタリア語）
- 千葉一磨（フランス語）
- 伊原六花（スペイン語）

渡辺と伊原は前シリーズからの続投。アラビア語は新作を制作せず、引き続き過去のシリーズの再放送となり、2022年3月を以って終了した。

尚、ラジオ講座は今後も放送する。

イタリア語も2022年度以降は新作を制作しないことを受け、4 - 9月期は直近の第2シリーズの再放送ではなく、前年の第1シリーズの再編集版を放送した。

### 旅するためのゴガク 第3シリーズ（2022年10月 - 2023年3月、2023年4月 - 9月予定）
- 鎮西寿々歌（ドイツ語）
- 千葉一磨（フランス語）
- 前園真聖（スペイン語）

鎮西と千葉は前シリーズからの続投。前述のようにイタリア語はレギュラーとしての新作を制作せず、2022年10月からは第2シリーズ、翌年4月からは第1シリーズの2022年4月再編集版をそれぞれ再放送。その代わりとして、2023年10月からの新シリーズ『しあわせ気分のイタリア語』のパイロット版1本と、その派生番組『しあわせ気分のイタリア旅』が制作され、2023年3月に特集番組扱いで放送された（いずれも渡辺が続投）。

『◯◯語会話』時代途中の1998年度以降、前シリーズまで永らく25分番組であったが、この第3シリーズは2022年度上期開始の『中国語!ナビ』と『ハングルッ!ナビ』と同様に20分番組となった（新作を制作しないイタリア語を除く）。